# Patimat Abakarowa
Patimat Sierażutdinowna Abakarowa (ros. Патимат Серажутдиновна Абакарова; ur. 23 października 1994 w Machaczkale) – azerska zawodniczka taekwondo pochodzenia rosyjskiego, brązowa medalistka olimpijska z Rio de Janeiro (2016), dwukrotna medalistka mistrzostw Europy, medalistka uniwersjady.
W 2016 roku wzięła udział w igrzyskach olimpijskich w Rio de Janeiro. Zdobyła brązowy medal olimpijski w kategorii do 49 kg. W eliminacjach pokonała ją późniejsza wicemistrzyni olimpijska Tijana Bogdanović, w repasażach zwyciężyła w pojedynkach z Wu Jingyu i Yasminą Aziez). 
W 2016 roku zdobyła srebrny, a w 2018 roku brązowy medal mistrzostw Europy, w 2015 roku złoty medal światowych wojskowych igrzysk sportowych, a w 2019 roku brązowy medal uniwersjady.